# Робинсон, Робби (американский футболист)
Роберт Робинсон Бельмар (англ. Robert "Robbie" Robinson Belmar; род. 17 декабря 1998, Камден, Южная Каролина) — американский футболист, вингер клуба «Интер Майами».

## Клубная карьера
Робинсон — воспитанник клуба «Чарлстон Баттери». Во время учебы он также выступал за футбольные команды Военной Академии Камдена и Университета Клемсона в одноимённом городе. В 2020 году Робинсон был выбран на драфте под первым номером клубом «Интер Майами». 1 марта в матче против «Лос-Анджелеса» он дебютировал в MLS. 18 апреля 2021 года в поединке против «Лос-Анджелес Гэлакси» Робби забил свой первый гол за «Интер Майами».  